# Alta (Finnmark)
Altaⓘ (en sami septentrional Áltá o Alaheadju) es una ciudad y un municipio de la provincia de Finnmark, en Noruega. En el censo de 2015 contaba con 19 898 habitantes.

## Etimología
El municipio es llamado así debido al homónimo fiordo de Alta, donde desemboca el río Alta.

## Escudo de armas
El escudo de armas es muy moderno (1976). Muestra la punta de una flecha, en referencia a las puntas de flechas de cuarzo (que datan del Paleolítico), halladas en la ciudad.

## Geografía

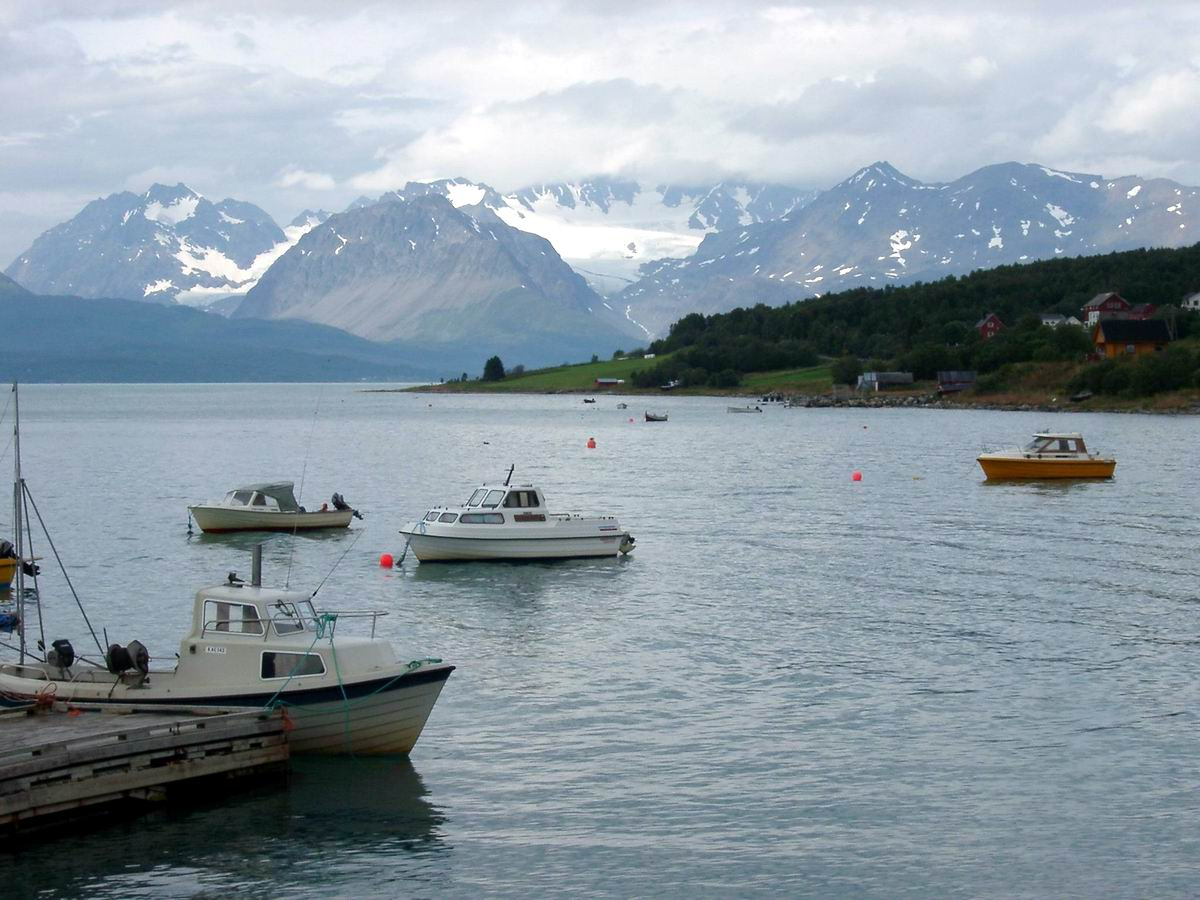
Paisaje de Alta.

El municipio abarca 3815 km² en el oeste de la provincia, situado en las orillas del Altafjorden, extendiéndose sobre grandes espacios boscosos y sobre la meseta de Finnmarksvidda. El río Altaelva ha formado uno de los más grandes cañones de Europa, en su curso desde la meseta hasta el fiordo.
La mayor parte de la población vive en la ciudad de Alta, que se extiende sobre las orillas de la parte interna del fiordo, disfrutando de un clima acogedor (las temperaturas del verano son comparables con las del sur de Noruega), y las zonas bajas de la ciudad están protegidas de las tormentas de invierno. Las precipitaciones son escasas, con una precipitación anual de 400 mm. El cielo limpio casi perpetuo de Alta fue la razón por la que la ciudad fue señalada como un excelente lugar para estudiar las auroras boreales.

## Historia
Las pinturas rupestres de Hjemmeluft (las más numerosas del mundo), que datan del 4200 a. C. hasta el 500 a. C., son Patrimonio Cultural de la Humanidad. Además, los primeros vestigios de la cultura Komsa (llamada así por el monte Komsa, localizado en el municipio de Alta) fueron encontrados en Alta.
Durante la Segunda Guerra Mundial, el barco de guerra alemán Tirpitz usó el Altafjorden como bahía, y fue dañado aquí por un ataque aéreo aliado.
En 1979, una lucha ambientalista en Alta fue noticia por meses. Muchos habitantes de la zona (especialmente samis y ambientalistas) usaron la desobediencia civil para evitar la construcción de una presa hidroeléctrica. Sin embargo, la presa fue construida, y el río Altaelva mantuvo una rica fauna ictiológica.
Alta tuvo sus primeras elecciones municipales en 1999, al pasar a tener oficialmente la denominación de ciudad. La población desde entonces ha venido creciendo regularmente.

## Aves
Para los interesados en la observación ornitológica, la desembocadura del fiordo, conocida como Altaosen, es usada por miles de especies como parada en su migración.

## Transporte
Alta es un centro de transporte en Finnmark. Por el Aeropuerto de Alta pasaron 353 051 pasajeros en 2013. Hay vuelos directos a Oslo. La ciudad de Alta también cuenta con las instalaciones portuarias en el centro de la ciudad, y la ruta europea E6 que la atraviesa.

## Deporte
Alta es la sede del club de fútbol Alta IF.
La carrera de bicicletas Finnmark Offroad, con 700 a 300 km de largo, inicia y termina en Alta (a partir de 2014).

## Economía

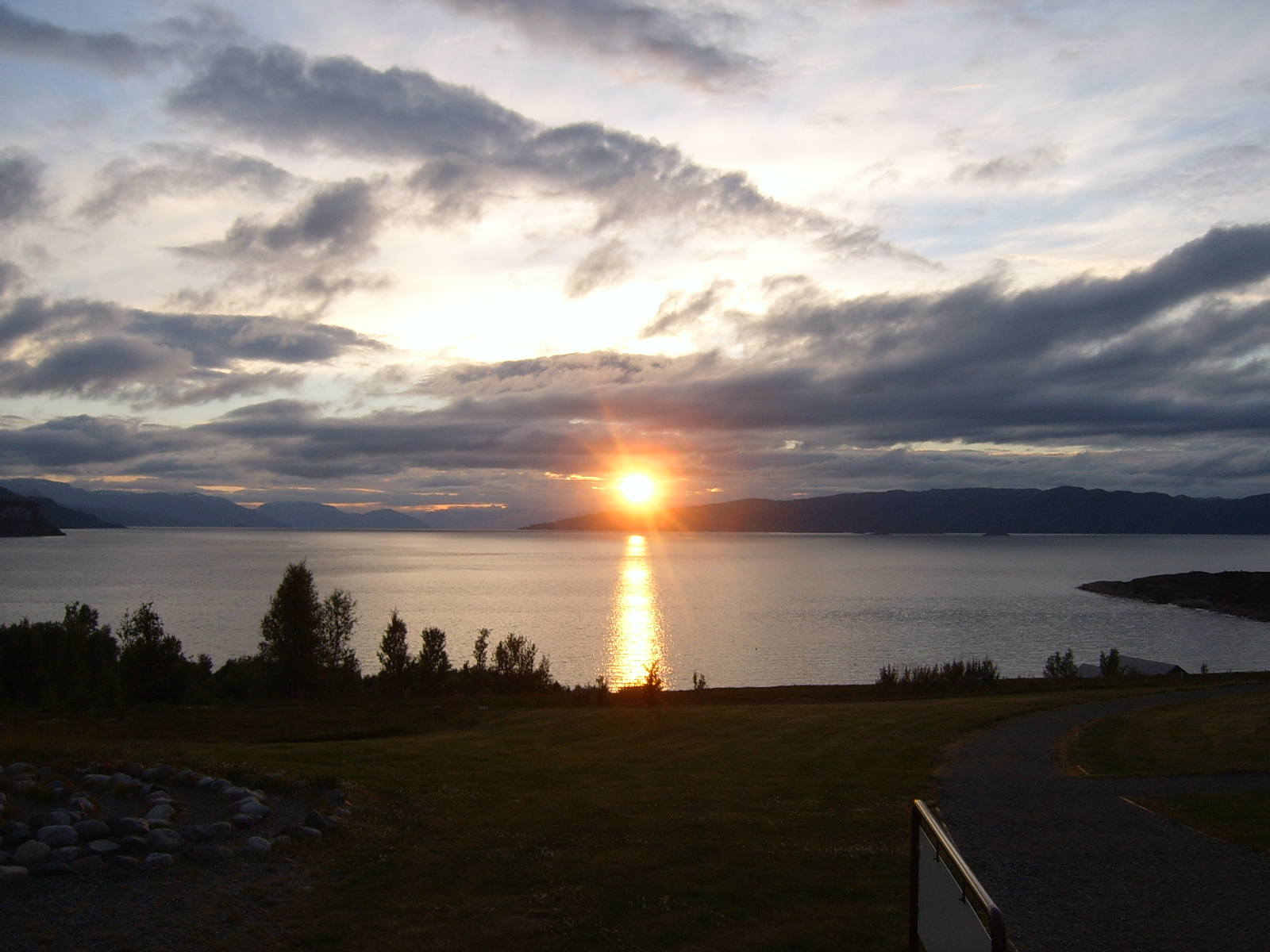
Sol de medianoche en Alta.

Las principales actividades en Alta son el comercio, microindustrias, educación y servicios públicos. La ciudad también es famosa por su industria de pizarra. La Universidad Mayor de Finnmark (Høgskolen i Finnmark) se encuentra en Alta. La ciudad también cuenta con un Departamento de investigación (Norut NIBR Finnmark).
La ciudad tiene el hotel de hielo (Igloo Hotel) y el restaurante Subway, más septentrionales del mundo.

## Gobierno
El municipio se encarga de la educación primaria, asistencia sanitaria, atención a la tercera edad, desempleo, servicios sociales, desarrollo económico, y mantención de caminos locales.

### Concejo municipal
El concejo municipal (Kommunestyre) tiene 15 representantes que son elegidos cada 4 años. Estos son:
| Partido                            | Número de representantes |
| ---------------------------------- | ------------------------ |
| Partido Laborista                  | 9                        |
| Partido del Progreso               | 7                        |
| Verdes                             | 1                        |
| Høyre                              | 3                        |
| Partido Demócrata Cristiano        | 1                        |
| Partido Rojo                       |                          |
| Partido de Centro                  | 5                        |
| Partido de la Izquierda Socialista | 4                        |
| Venstre                            | 3                        |

## Hijos ilustres
- Egil Rasmussen, escritor (1903-1964)
- Klaus Pettersen, futbolista y entrenador de fútbol
- Bjørn Wirkola, esquiador
- Finn Hagen Krogh, esquiador
- Tommy Wirkola, director de cine
- Thomas S. Nilsen y Steffen Ojala Söderholm, alias Nightcore; dúo de música trance
- Karl Akre, educador y político

## Ciudades hermanadas
Alta está hermanada con: 
- Apatity, Óblast de Murmansk, Rusia.
- Boden, Condado de Norrbotten, Suecia.
- Oulu, Ostrobotnia del Norte, Finlandia (desde 1948).